# Jardines de Pando
Jardines de Pando ist eine Ortschaft in Uruguay.

## Geographie
Jardines de Pando befindet sich auf dem Gebiet des Departamento Canelones in dessen Sektor 27. Der Ort liegt nördlich von Pando, San Bernardo und Estanque de Pando. Weitere Orte in der Umgebung sind Totoral del Sauce im Nordwesten, Empalme Olmos im Osten oder Cruz de los Caminos im Norden. Zudem mündet unweit Jardines de Pandos östlich der Arroyo del Sauce in den Arroyo Pando.

## Einwohner
Die Einwohnerzahl von Jardines de Pando beträgt 756 (Stand 2011).
| Jahr | Einwohner |
| ---- | --------- |
| 1963 | -         |
| 1975 | -         |
| 1985 | 419       |
| 1996 | 510       |
| 2004 | 673       |
| 2011 | 756       |

Quelle: Instituto Nacional de Estadística de Uruguay

## Infrastruktur

### Verkehr
Am Westrand der Ortschaft führt die Ruta 75 entlang.

### Bildung
Jardines de Pando verfügt mit der Escuela No. 213 auch über eine Schule.
Der Bau eines neuen Schulgebäudekomplexes im Zentrum des Ortes befindet sich in der Planungs- und Ausführungsphase.